# Ismael Parraguez
Francisco Ismael Segundo Parraguez Cabezas, o simplemente Ismael Parraguez (26 de agosto de 1883 — 8 de mayo de 1917) fue un músico, profesor normalista, poeta y novelista chileno. Creador de la canción infantil "Los pollitos dicen", que publicó en su libro Poesías infantiles de 1907 bajo el título "Los pollitos". Parraguez fue también conocido bajo el seudónimo de Misael Guerra.

## Biografía
Francisco Ismael Segundo nació el 26 de agosto de 1883 en el fundo Las Pataguas, en la actual comuna de Pichidegua, Chile. Hijo de Ismael Parraguez Paredes y Dorila Cabezas Valenzuela. Parraguez estudió en la Escuela Normal José Abelardo Núñez en Santiago, donde se graduó en 1899 como profesor normalista. En el Instituto Pedagógico estudió castellano, latín y otras asignaturas. Parraguez era conocido por su "gran forma de enseñar cómo cantar a sus estudiantes, por las canciones que escribió, difundidas por todo el país". Publicó su primer libro, "Un idilio menos", en 1903, seguido por "Poesías infantiles" en 1907. En 1914 publicó el "Cancionero scout". "Esperanza", su última novela, se publicó en 1916
Otras obras de Parraguez, de acuerdo al historiador Antonio Saldías, incluyen el Himno del Liceo de Aplicación de Santiago, y la música del Himno del Instituto Nacional General José Miguel Carrera; Parraguez fue docente de ambos establecimientos.
En 1914 organizó junto con obreros el "Orfeón chileno" en un intento de fomentar la música en Chile.
Parraguez se casó en 1906 con la preceptora Ester Ortiz Rotter, con quien tuvo cinco hijos: Hernán, Flora, Julio, Waldo, y Gonzalo. Ismael Parraguez murió inesperadamente de tifus a los 33 años de edad el 8 de mayo de 1917 en Santiago de Chile. Fue sepultado en el Cementerio General.

## Obras
- Un idilio menos (1903)
- Poesías infantiles (1907)
- Flora chilena: poesías (1909)

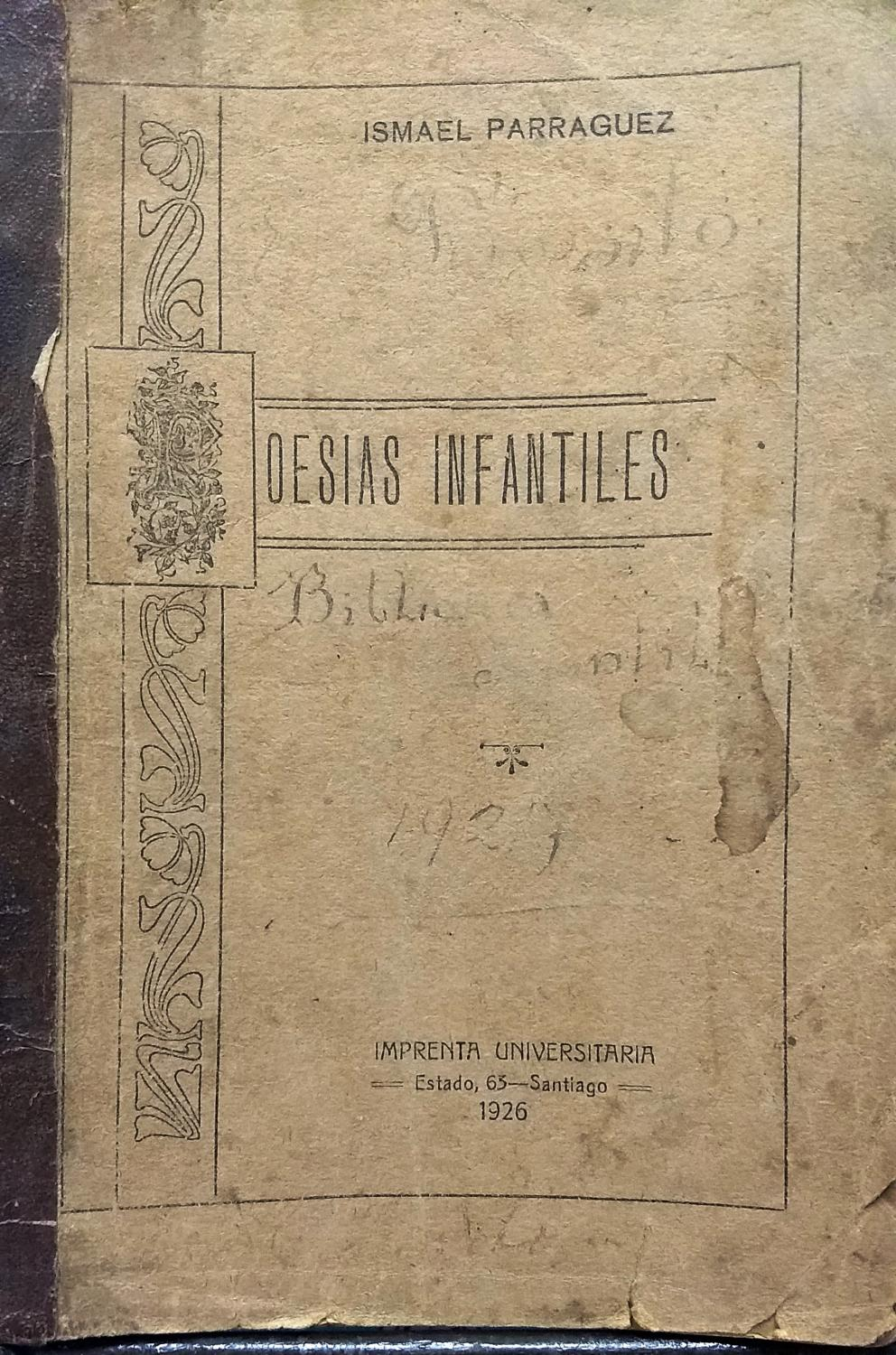
"Poesías infantiles"

- De dulce i de grasa, colección de cuentos i poesías (1909)
- Orfeón Chileno (1914)
- La araña: novela santiaguina (1915)
- Urbe; poema en dos cantos i un paréntesis, así: I. La ciudad viva (1915)
- Esperanza (1916)
- La desinteligencia: novela sobre las tragedias del matrimonio (1917)

Apareció en
- Selva lírica (antología, 1917)